# Meredith McClain
Meredith McClain (* 1941 in Georgetown, Texas; † 3. August 2024 in Texas) war eine US-amerikanische Germanistin und Professorin.

## Leben
Nach einem Studium der Germanistik (M. A. 1970) erwarb sie 1976 an der University of Texas at Austin den Grad eines PhD. 1983 wurde sie Associate Professor of German an der Texas Tech University (TTU) in Lubbock. Sie war eine Zeit lang Mitglied der Karl-May-Gesellschaft (KMG) und Mitveranstalterin eines Symposiums der KMG über Karl May im Llano Estacado.

## Ehrungen
- Im Jahre 2001 erhielt sie die Lucius-D.-Clay-Medaille des Verbandes der Deutsch-Amerikanischen Clubs.[4] Die Laudatio auf Meredith McClain hielt Maria von Katte am 6. Oktober 2001 in Düsseldorf.[5]

- Im Februar 2002 erhielt sie vom deutschen Generalkonsul das Bundesverdienstkreuz am Bande.[6][7]

## Werke
- Rhythmos and Logos in the lyric structures of Hölderlin's poetry. (Dissertation 1976)
- Karl Mays Llano estakado und die Wirklichkeit heute. In: Jahrbuch der Karl-May-Gesellschaft. Hansa Verlag, Husum 1994, ISBN 978-3-920421-67-4, S. 299–311.
- (Hrsg.) mit Reinhold Wolff: Karl May im Llano estacado – Symposium der Karl-May-Gesellschaft in Lubbock, Texas (7. bis 11. September 2000). Hansa Verlag, Husum 2004, ISBN 978-3-920421-90-2.